# Devin White
Devin White (* 17. Februar 1998 in Springhill, Louisiana) ist ein American-Football-Spieler auf der Position des Linebackers in der National Football League (NFL), der für die Las Vegas Raiders spielt. Mit den Tampa Bay Buccaneers gewann er den Super Bowl LV. Er spielte College Football für Louisiana State und wurde von den Buccaneers in der ersten Runde des NFL Draft 2019 ausgewählt.

## Frühe Karriere
White besuchte die North Webster High School in Springhill, Louisiana, wo er ein herausragender Linebacker und Runningback war.
White war ein umstrittener Rekrut von der Highschool und hatte mehrere Probleme mit der Polizei. Im November 2015 wurden er und sein Teamkollege Keuntra Gipson verhaftet, weil sie einvernehmlichen Sex mit einer 14-Jährigen hatten, eine Straftat in Louisiana. Einen Monat später wurde White wegen „fahrlässiger Bedienung eines Kraftfahrzeugs und Flucht vor einem Offizier“ verhaftet. Aufgrund der  Rechtslage wurde White aus dem Under Armour All-America Game 2015 entlassen. Trotz dieser Kontroversen konnte er sich an der LSU einschreiben, um Football zu spielen.

## College
In seinem ersten Jahr an der LSU spielte er alle 12 Spiele  und erhielt einen Platz im SEC's All-Freshman Team. In seiner zweiten Saison an der LSU führte White die SEC bei Tackles an. Er hatte insgesamt 133 Tackles, die vierthäufigsten Tackles in einer einzigen Saison in der Schulgeschichte. Er wurde auch der erste Spieler in der SEC-Geschichte, der in derselben Saison viermal zum Defensiven Spieler der Woche ernannt wurde. Nach seinem zweiten Jahr beschloss White, auf sein letztes Jahr zu verzichten und sich für den NFL Draft 2019 anzumelden.

## NFL
White wurde von den Tampa Bay Buccaneers in der ersten Runde mit dem fünften Pick des NFL Draft 2019 ausgewählt. Er ist der am höchsten gewählte Defensivspieler der LSU Tigers seit Patrick Peterson im Jahr 2011.
Am 20. Juli 2019 unterschrieb er seinen Rookievertrag über vier Jahre mit einer Team-Option für ein fünftes Jahr.
In der Saison 2020 gewann er mit den Buccaneers den Super Bowl LV durch einen 31:9-Sieg gegen die Kansas City Chiefs.
White bestritt 76 Regular-Season-Spiele für Tampa Bay, davon 75 als Starter. Im März 2024 unterschrieb er einen Einjahresvertrag bei den Philadelphia Eagles. Am 8. Oktober 2024 wurde er nach fünf Spieltagen entlassen, ohne ein Spiel für das Team absolviert zu haben. Am 23. Oktober 2024 wurde White von den Houston Texans verpflichtet. Für die Texans bestritt er sieben Spiele, davon eines als Starter, und verzeichnete dabei 19 Tackles. Am 31. März 2025 wurde er als Unrestricted Free Agent von den Las Vegas Raiders verpflichtet.